# NHK室蘭放送局
NHK室蘭放送局（エヌエイチケイむろらんほうそうきょく）は、北海道の日胆（胆振総合振興局と日高振興局）を放送対象地域とする日本放送協会（NHK）の地域放送局。
総合テレビとラジオ第1・FM放送で地域放送を行っていたが、北海道のNHKにおける2022年度改革により札幌放送局と事実上統合され、札幌からの送出に変わっている。

## 放送局概要
- 所在地：北海道室蘭市山手町1丁目3-50（郵便番号051-0012）

スタジオ
- ラジオスタジオ（1部屋）
- ニューススタジオ（1部屋）
- イベントスタジオ（1部屋）

室蘭局は道内他局とはそもそもの成り立ちが大きく異なっていて、これが後年の合理化にも大きな影を落とすことになった。
第二次世界大戦開戦前後に先ず大都市圏と同様の出張所として設けられ、その後ラジオ放送の全国的小電力化に伴い「戦時中継局」として開局した。
この体制が戦後も続いたが、地元の要望などを受けて開局からおよそ10年が経過した1952年に「放送局」への昇格を果たし、以後は日胆地域を担当する放送局として活動していた。
「1道1ブロック」という他都府県と異なる環境にあることから北海道のNHKは独自の改革を時間をかけて進めていて、当初小樽・岩見沢両局を札幌局の報道室に格下げした1988年（昭和63年）の合理化の際、室蘭局を札幌局の、北見放送局を旭川放送局の、帯広放送局を釧路放送局の、それぞれ支局に格下げして統合するという今日の体制の下地となる案が出されていた。この時は地域の反発が根強く見送られた。
しかし2015年に道内他局共々営業部が廃止され札幌局営業推進部に統合移管された。この際、室蘭局管内は三つ裂きにされ、例えば室蘭市は函館局内に設置された出先機関「札幌放送局営業推進部北海道南営業センター」、日高の一部は帯広局内に設置された出先機関「札幌放送局営業推進部北海道東営業センター」と、担当する部署が異なる状況となった。これらは後に札幌局内に設置された出先機関「札幌放送局営業推進部北海道中央営業センター」に纏められたが、部分的にせよ27年前に示された合理化が実行されることとなった。
2020年には、釧路・北見両局と共に「企画総務部」と「放送部」が統合し「メディア部」に改組され、「技術部」との2部体制となった。
そして2022年春の改編に於いて、道内7局がそれまで担当してきたローカル枠の放送エリアを再編し、関係局の業務と体制の大幅な見直しを進めることとなり、室蘭局メディア部の機能のうち「編成」と「アナウンス」が札幌局に統合され、室蘭局制作の全ての番組は札幌局との共同制作形式に変わった。
室蘭局の場合は元々札幌局の下部組織として発足したこともあって釧路・北見両局とは異なる対応が採られ、「駐在」形式であっても常駐のアナウンススタッフの配置は行われず、必要なアナウンススタッフはその都度札幌から出張する形となった。
コールサインは「JO*Q」（総合テレビ・ラジオ第1・FM）と「JO*Z」（教育テレビ・ラジオ第2）の組み合わせであるが、これは現在では室蘭局のみとなっている。

## 沿革
- 1941年（昭和16年）10月 - 札幌中央放送局室蘭出張所として開設[4]。
- 1948年（昭和23年）5月 - 札幌中央放送局室蘭支局に改称[4]。
- 1952年（昭和27年）7月 - 室蘭放送局に「昇格」[4]。
- 1982年（昭和57年）11月 - 呼出符号変更[注 1]。

## 支局
- 苫小牧
- 浦河

## チャンネル・周波数
教育テレビ・ラジオ第2・FM放送は、鹿部町・函館市の内浦湾沿いや森町以北の渡島総合振興局北部を送信エリアに含んでいる。また、苫小牧市周辺のラジオ第1・第2とFM放送は、札幌放送局の受信エリアである（室蘭局の電波を受信する事ができる場合もある）。AMラジオに関しては、むかわ町や日高町などの内陸部には、胆振・日高地方であるにもかかわらず室蘭局管轄の中継局が設置されていないため、札幌局の電波を受信することになる。

### デジタルテレビ放送
地上デジタル放送にもコールサインが付与されたため、室蘭送信所は室蘭放送局の親局となる。
- 室蘭（測量山）
  - 総合テレビ（JOIQ-DTV）24ch 出力500W（リモコンキーID：「3」）
  - 教育テレビ（JOIZ-DTV）16ch 出力1kW（リモコンキーID：「2」）

NHKの単独施設。併設の渡島中継局とともに既設のものをそのまま利用し、送信アンテナのみ新設。2007年10月1日より放送開始。
総合テレビには指向性がかけられている。なお、室蘭市の全域と長万部町・豊浦町の一部地域では総合テレビが函館局・室蘭局ともに受信可能（この地域では「031」「032」のあとに枝番がつく）。
中継局
いずれも出力は総合・教育で同じ。
- 苫小牧 総合24ch 教育43ch 出力10W 2007年10月1日開局（室蘭送信所と同日）
- 洞爺 総合41ch 教育43ch 出力1W 2008年7月1日開局
- 登別 総合21ch 教育13ch 出力1W 2008年12月1日開局
- 浦河 総合18ch 教育13ch 出力50W 2009年1月16日開局
- 静内 総合50ch 教育32ch 出力10W 2009年1月16日開局
- 振内 総合18ch 教育16ch 出力3W 2009年2月26日開局
- 豊浦 総合15ch 教育13ch 出力1W 2009年3月23日開局
- 平取 総合51ch 教育49ch 出力1W 2009年10月5日開局
- 日高 総合41ch 教育43ch 出力0.3W 2009年12月24日開局
- 日高銀嶺 総合46ch 教育48ch 出力0.1W 2009年12月24日開局
- 西様似 総合50ch 教育51ch 出力0.3W 2009年12月24日開局
- 様似 総合21ch 教育17ch 出力1W 2009年12月24日開局
- えりも 総合50ch 教育34ch 出力1W 2010年2月22日開局
- 庶野 総合18ch 教育16ch 出力0.3W 2010年2月22日開局
- 室蘭陣屋 総合15ch 教育13ch 出力0.01W 2010年9月30日開局
- 登別東 総合46ch 教育44ch 出力0.01W 2010年9月30日開局
- 苫小牧宮の森 総合50ch 教育54ch 出力0.01W 2010年10月29日開局
- 浦河柏 総合41ch 教育43ch 出力0.019W 2010年11月30日開局
- 北洞爺 総合46ch 教育44ch 出力0.05W 2010年12月10日開局
- 壮瞥 総合41ch 教育43ch 出力0.3W 2010年12月24日開局
- 室蘭輪西 総合36ch 教育32ch 出力1W 2010年12月24日開局
- 室蘭母恋 総合21ch 教育13ch 出力0.3W 2010年12月24日開局
- 室蘭知利別 総合21ch 教育13ch 出力0.3W 2010年12月24日開局
- 幌別 総合21ch 教育13ch 出力0.3W 2010年12月24日開局
- えりも沢町 総合16ch 教育17ch 出力0.01W 2010年12月24日開局
- 壮瞥滝之町 総合15ch 教育13ch 出力0.01W 2010年12月24日開局
- 鷲別 総合36ch 教育32ch 出力0.1W 2010年12月24日開局
- 三石本町 総合36ch 教育34ch 出力0.3W 2014年5月29日開局

※2010年12月24日の壮瞥・室蘭輪西・室蘭母恋・室蘭知利別・幌別・えりも沢町・壮瞥滝之町・鷲別の各中継局開局をもって胆振・日高管内のデジタル送信所・中継局整備が一旦完了したが、その後新ひだか町の旧三石町域の難視聴解消のため、三石本町中継局が新たに整備され2014年5月29日に開局した。

### アナログテレビ放送
※は、2011年7月24日の停波をもって運用を終えた中継局。

室蘭輪西中継局に関しては、先行局のカバー状況で置局か2011年7月24日で廃局かを決定するとしていたが、最終的には開局した。

#### 総合テレビ（JOIQ-TV）
- 室蘭 9ch 1kW

中継局
- 室蘭母恋 52ch 3W
- 室蘭輪西 51ch 10W
- 室蘭知利別 45ch 3W
- 室蘭陣屋 57ch 0.1W
- 登別 4ch 3W
- 驚別 32ch 1W
- 登別東 45ch 0.1W
- 登別四方嶺 32ch 10W※
- 幌別 46ch 3W
- 白老 31ch 1W
- 北吉原 44ch 3W
- 洞爺 48ch 10W
- 北洞爺 57ch 1W
- 壮督 36ch 3W
- 壮督滝之町 52ch 0.1W
- 豊浦 44ch 10W
- 苫小牧 51ch 100W
- 苫小牧宮の森 38ch 0.1W
- 穂別 9ch 0.1W※
- 日高 52ch 3W
- 日高銀嶺 36ch 1W
- 振内 44ch 30W
- 貫気別 43ch 1W※
- 平取 58ch 10W
- 静内 56ch 100W
- 東静内 44ch 1W※
- 歌笛 51ch 1W
- 荻伏 44ch 1W※
- 野深 51ch 3W
- 浦河 9ch 100W
- 浦河常盤 41ch 0.1W※
- 浦河柏 42ch 0.1W
- 浦河東 51ch 1W
- 西舎 52ch 10W
- 様似 18ch 10W
- 西様似 44ch 3W
- えりも 51ch 10W
- えりも沢町 45ch 0.1W
- 庶野 44ch 3W
- 黒松内 3ch 10W（デジタル放送は札幌放送局のエリアとなる）

#### 教育テレビ（JOIZ-TV）
- 室蘭 2ch 1kW

中継局
- 室蘭母恋 50ch 3W
- 室蘭輪西 49ch 10W（注）
- 室蘭知利別 47ch 3W
- 室蘭陣屋 49ch 0.1W
- 登別 12ch 3W
- 驚別 34ch 1W
- 登別東 47ch 0.1W
- 登別四方嶺 30ch 10W※
- 幌別 50ch 3W
- 白老 33ch 1W
- 北吉原 46ch 3W
- 洞爺 45ch 10W
- 北洞爺 55ch 1W
- 壮督 34ch 3W
- 壮督滝之町 50ch 0.1W
- 豊浦 46ch 10W
- 苫小牧 49ch 100W
- 苫小牧宮の森 36ch 0.1W
- 穂別 11ch 0.1W※
- 日高 50ch 3W
- 日高銀嶺 34ch 1W
- 振内 46ch 30W
- 貫気別 45ch 1W※
- 平取 60ch 10W
- 静内 54ch 100W
- 東静内 46ch 1W※
- 歌笛 49ch 1W
- 荻伏 46ch 1W※
- 野深 49ch 3W
- 浦河 2ch 100W
- 浦河常盤 43ch 0.1W※
- 浦河柏 40ch 0.1W
- 浦河東 49ch 1W
- 西舎 50ch 10W
- 様似 16ch 10W
- 西様似 46ch 3W
- えりも 49ch 10W
- えりも沢町 47ch 0.1W
- 庶野 46ch 3W
- 黒松内 1ch 10W（デジタル放送は札幌放送局のエリアとなる）

### ラジオ第1放送（JOIQ）
- 室蘭 周波数945kHz 出力3kW

中継局
- 浦河 1341kHz 100W

### ラジオ第2放送（JOIZ）
- 室蘭 1125kHz 1kW

中継局
- 浦河 1602kHz 100W

### FM放送（JOIQ-FM）
- 室蘭 88.0MHz 250W
FM送信所には、AIR-G'の中継局も併設している。

中継局
- 登別 84.9MHz 1W
- 日高 84.1MHz 1W
- 振内 84.8MHz 100W
- 静内 84.0MHz 10W
- 浦河 86.1MHz 100W
- 黒松内 84.6MHz 10W
- 洞爺 81.6MHz 100W（2015年9月開局）[注 2][6][7]

## 主な室蘭局制作番組
- ほっとニュース道央いぶりDAYひだか（月 - 金 18:40 - 18:55）※札幌局との共同制作

## 過去の制作番組
- ニュースネットほっかいどう（総合 平日 18:30 - 19:00、土日祝 18:45 - 19:00）
- きょうの北海道（総合 平日 18:30 - 19:00、土日祝 18:45 - 19:00）
- イブニングネットワーク室蘭（毎日 18:45 - 19:00）1991年度より（平日のみ）
- いぶりDAYひだか（総合 月 - 木 18:45 - 19:00、金曜日 18:30 - 19:00）
- ネットワークニュース北海道いぶりDAYひだか（総合 月 - 金 18:45 - 19:00）
- ほっとニュース北海道いぶりDAYひだか（総合 月 - 金 18:50 - 18:55）（ - 2022年4月1日）

## アナウンサー・キャスター
2021年度まではアナウンサー1人、契約キャスター2人程度の少数ながら配置されていた。
2022年度のNHK北海道改革によって全員が転勤・契約終了となり離れたため、現在は配置されていない。